# Suzie Fraser

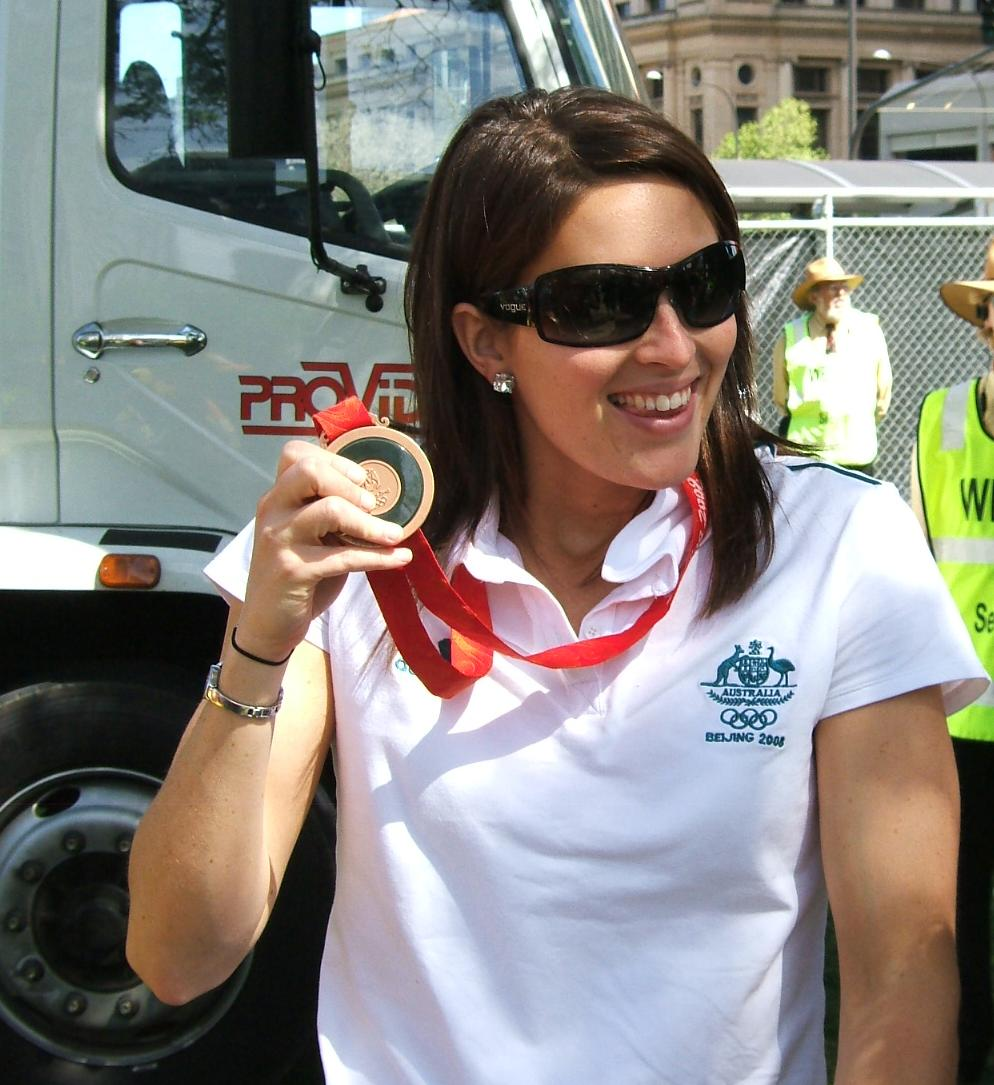
Suzie Fraser mit ihrer olympischen Bronzemedaille bei einer Parade in Adelaide

Suzannah „Suzie“ Fraser (* 27. August 1983 in Brisbane) ist eine ehemalige australische Wasserballspielerin. Sie war Weltmeisterschaftszweite 2007 sowie Olympiadritte 2008.

## Sportliche Karriere
Die 1,75 Meter große Suzie Fraser spielte für die Queensland Breakers.
Ab 2005 spielte Fraser in der australischen Nationalmannschaft. Im Juli 2005 unterlagen die Australierinnen im Viertelfinale der Weltmeisterschaft in Montreal der Mannschaft aus den Vereinigten Staaten mit 5:8. In den Platzierungsspielen erreichten die Australierinnen den sechsten Rang. Zwei Jahre später war Melbourne Austragungsort der Weltmeisterschaft 2007. Die Australierinnen gewannen ihre Vorrundengruppe und besiegten im Viertelfinale die Italienerinnen mit 12:8. Mit einem 12:9 gegen die Russinnen im Halbfinale erreichten die Australierinnen das Finale und unterlagen dann dem US-Team mit 5:6. 2008 bei den Olympischen Spielen in Peking belegten die Australierinnen in der Vorrunde den zweiten Platz hinter den Ungarinnen und vor den Niederländerinnen. Die Australierinnen erreichten das Halbfinale mit einem 12:11-Sieg über die Chinesinnen. Nach der 8:9-Niederlage gegen das US-Team im Halbfinale trafen die Australierinnen im Spiel um Bronze auf die Ungarinnen und gewannen mit 12:11 nach Shootout. Suzie Fraser wirkte in allen sechs Spielen mit. Ihre beiden einzigen Tore warf sie im Spiel um den dritten Platz. Am Shoot-Out war sie nicht beteiligt.